# Герани
Гера̀ни (на гръцки: Γεράνι; на турски: Turnalar) е село в Кипър, окръг Фамагуста. Според статистическата служба на Северен Кипър през 2011 г. селото има 142 жители.
Де факто е под контрола на непризнатата Севернокипърска турска република.